# Список рыб Чёрного моря
Список рыб Чёрного моря содержит 193 вида рыб, которые встречаются в водах Чёрного моря.

## A
- Acipenser gueldenstaedtii — Русский осётр
- Acipenser nudiventris — Шип
- Acipenser persicus — Персидский осётр
- Acipenser ruthenus — Стерлядь
- Acipenser stellatus — Севрюга
- Acipenser sturio — Атлантический осётр
- Aidablennius sphynx — Морская собачка-сфинкс
- Alburnus chalcoides — Шемая
- Alosa agone
- Alosa caspia caspia
- Alosa fallax — Финта
- Alosa immaculata — Черноморско-азовская проходная сельдь
- Alosa maeotica — Черноморско-азовская морская сельдь
- Alosa tanaica — Азовский пузанок
- Anguilla anguilla — Речной угорь
- Aphia minuta — Афия
- Apletodon dentatus bacescui
- Argyrosomus regius — Обыкновенный серебристый горбыль
- Arnoglossus kessleri — Арноглосс Кесслера
- Arnoglossus laterna — Европейская арноглосса
- Arnoglossus thori
- Aspitrigla cuculus — Красная тригла
- Atherina boyeri — Южноевропейская атерина
- Atherina hepsetus — Короткорылая атерина
- Auxis rochei rochei

## B
- Balistes capriscus — Серый спинорог
- Belone belone — Европейский сарган
- Blennius ocellaris — Морская собачка-бабочка
- Boops boops — Бопс
- Buglossidium luteum

## C
- Callionymus fasciatus
- Callionymus lyra
- Callionymus pusillus — Бурая пескарка
- Callionymus risso — Серая пескарка
- Carassius gibelio — Серебряный карась
- Cepola macrophthalma — Европейская цепола
- Chelidonichthys lucerna — Жёлтая тригла
- Chelon labrosus — Губач
- Chromis chromis — Хромис
- Chromogobius quadrivittatus — Четырёхполосый хромогобиус
- Clupeonella cultriventris — Черноморско-каспийская тюлька
- Conger conger — Конгер
- Coregonus lavaretus — Обыкновенный сиг
- Coris julis — Морской юнкер
- Coryphoblennius galerita — Хохлатая морская собачка
- Ctenolabrus rupestris — Гребенчатый губан

## D
- Dactylopterus volitans — Средиземноморский долгопёр
- Dasyatis pastinaca — Морской кот
- Dentex dentex — Зубан
- Dentex macrophthalmus
- Dicentrarchus labrax — Обыкновенный лаврак
- Diplecogaster bimaculata bimaculata
- Diplecogaster bimaculata euxinica
- Diplodus annularis — Ласкирь
- Diplodus puntazzo — Обычный зубарик
- Diplodus sargus sargus
- Diplodus vulgaris — Сарг

## E
- Engraulis encrasicolus — Европейский анчоус
- Eutrigla gurnardus — Серая тригла

## F
- Fistularia — Свистульки

## G
- Gaidropsarus mediterraneus — Средиземноморский трёхусый налим
- Gasterosteus aculeatus aculeatus
- Gobius bucchichi —Бычок Букчича
- Gobius cobitis — Большой морской бычок
- Gobius niger — Чёрный бычок
- Gobius paganellus — Бычок-паганель
- Gymnammodytes cicerelus — Голая песчанка

## H
- Hippocampus guttulatus — Длиннорылый морской конёк
- Hippocampus hippocampus
- Huso huso — Белуга

## K
- Knipowitschia cameliae
- Knipowitschia caucasica — Бычок-бубырь

## L
- Labrus merula
- Labrus mixtus — Пятнистый губан
- Labrus viridis — Петропсаро
- Lepadogaster candolii — Толсторылая присоска
- Lepadogaster lepadogaster — Обыкновенная рыба-присоска
- Lepomis gibbosus — Обыкновенная солнечная рыба
- Lichia amia — Обыкновенная лихия
- Lipophrys adriaticus — Адриатическая морская собачка
- Liza aurata — Сингиль
- Liza ramada — Кефаль-рамада
- Liza saliens — Остронос

## M
- Merlangius merlangus — Мерланг
- Merluccius merluccius — Европейская мерлуза
- Mesogobius batrachocephalus — Бычок-кнут
- Microchirus variegatus
- Mugil cephalus — Лобан
- Mugil soiuy — Пиленгас
- Mullus barbatus barbatus
- Mullus barbatus ponticus
- Mullus surmuletus — Полосатая барабуля
- Mycteroperca rubra

## N
- Naucrates ductor — Лоцман
- Neogobius eurycephalus
- Neogobius fluviatilis fluviatilis
- Neogobius gymnotrachelus — Бычок-гонец
- Neogobius melanostomus — Бычок-кругляк
- Neogobius platyrostris — Бычок-губан
- Neogobius ratan — Бычок-ротан
- Neogobius syrman — Бычок-ширман
- Nerophis ophidion — Морское шило

## O
- Oblada melanura
- Ophidion barbatum — Усатый ошибень
- Ophidion rochei — Обыкновенный ошибень

## P
- Pagellus erythrinus — Красный пагель
- Parablennius gattorugine
- Parablennius incognitus — Зелёная морская собачка
- Parablennius sanguinolentus — Обыкновенная морская собачка
- Parablennius tentacularis — Длиннощупальцевая морская собачка
- Parablennius zvonimiri — Морская собачка Звонимира
- Pegusa lascaris
- Pelecus cultratus — Чехонь
- Percarina demidoffii — Перкарина
- Platichthys flesus — Речная камбала
- Pomatomus saltatrix — Луфарь
- Pomatoschistus marmoratus — Леопардовый лысун
- Pomatoschistus minutus — Малый бычок-бубырь
- Proterorhinus marmoratus — Бычок-цуцик
- Psetta maeotica — Черноморский калкан
- Psetta maxima — Тюрбо
- Pungitius platygaster — Малая южная колюшка

## S
- Salaria pavo — Морская собачка-павлин
- Salmo labrax — Черноморская кумжа
- Salmo trutta trutta
- Sarda sarda — Атлантическая пеламида
- Sardina pilchardus — Европейская сардина
- Sardinella aurita — Круглая сардина
- Sarpa salpa — Сарпа
- Sciaena umbra — Чёрный горбыль
- Scomber japonicus — Японская скумбрия
- Scomber scombrus — Атлантическая скумбрия
- Scophthalmus rhombus — Гладкий ромб
- Scorpaena notata
- Scorpaena porcus — Черноморская скорпена-ёрш
- Scorpaena scrofa — Золотистая скорпена
- Serranus cabrilla — Каменный окунь-ханос
- Serranus hepatus
- Serranus scriba — Каменный окунь-зебра
- Solea solea — Европейская солея
- Sparus aurata — Золотистый спар
- Sphyraena sphyraena — Сфирена
- Spicara maena — Средиземноморская смарида
- Spicara smaris — Обыкновенная смарида
- Spondyliosoma cantharus
- Sprattus sprattus sprattus
- Squalius cephalus — Голавль
- Squalus acanthias ponticus — Черноморский катран
- Squatina squatina — Европейский морской ангел
- Symphodus cinereus — Рябчик
- Symphodus mediterraneus — Средиземноморская зеленушка
- Symphodus ocellatus — Глазчатая зеленушка
- Symphodus roissali — Зеленушка-перепёлка
- Symphodus rostratus — Носатая зеленушка
- Symphodus tinca — Зеленушка
- Syngnathus abaster — Итальянская рыба-игла
- Syngnathus acus — Обыкновенная морская игла
- Syngnathus schmidti — Черноморская шиповатая игла-рыба
- Syngnathus tenuirostris — Тонкорылая игла-рыба
- Syngnathus typhle — Длиннорылая рыба-игла
- Syngnathus variegatus — Толсторылая игла-рыба

- Tinca tinca — Линь
- Torpedo marmorata — Мраморный электрический скат
- Trachinus draco — Большой морской дракон
- Trachurus mediterraneus — Средиземноморская ставрида
- Trachurus trachurus — Обыкновенная ставрида
- Tripterygion tripteronotus — Черноголовый троепёр

## U
- Umbrina cirrosa — Светлая умбрина
- Uranoscopus scaber — Европейский звездочёт

## Z
- Zosterisessor ophiocephalus — Бычок-травяник[1]